# مجیدآباد (کوهپایه)
مجیدآباد (کوهپایه)، روستایی از توابع بخش سیستان شهرستان کوهپایه در استان اصفهان ایران است.

## جمعیت
این روستا در دهستان سیستان قرار دارد و براساس سرشماری مرکز آمار ایران در سال ۱۳۸۵، جمعیت آن زیر سه خانوار بوده‌است.